# Augusta Township (Ohio)
Augusta Township ist eines von 14 Townships des Carroll Countys im US-Bundesstaat Ohio. Nach der Volkszählung im Jahr 2020 waren hier 1531 Einwohner registriert.

## Geografie
Augusta Township liegt im Norden des Carroll Countys im Osten von Ohio und grenzt im Uhrzeigersinn an die Townships: West Township im Columbiana County, East Township, Washington Township, Harrison Township, Brown Township und Paris Township im Stark County.

## Verwaltung
Das Township wird durch ein Board of Trustees, bestehend aus drei gewählten Mitgliedern, verwaltet. Zwei Personen werden jeweils im Jahr nach der Präsidentschaftswahl gewählt und eine jeweils im Jahr davor. Die Amtszeit dauert in der Regel vier Jahre und beginnt jeweils am 1. Januar. Daneben gibt es noch einen Township Clerk (zuständig für Finanzen und Budget), der ebenfalls im Jahr vor der Präsidentschaftswahl auf eine vierjährige Amtszeit gewählt wird. Dessen Amtszeit beginnt jeweils am 1. April.